# Quillan
Quillan ist eine französische Gemeinde im Arrondissement Limoux im Département Aude in der Region Okzitanien. Sie hat 2.992 Einwohner (Stand 1. Januar 2022).

## Gliederung
| Ortsteil                    | ehemaliger INSEE-Code | Fläche (km²) | Einwohnerzahl (2016) |
| --------------------------- | --------------------- | ------------ | -------------------- |
| Brenac                      | 11050                 | 13,66        | .0221                |
| Quillan (Verwaltungssitz)00 | 11304                 | 20,97        | 3.067                |

## Geografie
Quillan liegt am Fuß der Pyrenäen am Oberlauf der Aude, in die hier der Zufluss Saint-Bertrand einmündet. Das Gemeindegebiet ist Teil des Regionalen Naturparks Corbières-Fenouillèdes. Nachbargemeinden sind Rouvenac und Puivert im Nordwesten, Fa im Norden, Campagne-sur-Aude im Nordosten, Saint-Ferriol und Saint-Julia-de-Bec im Osten, Belvianes-et-Cavirac im Südosten, Quirbajou im Süden, Coudons und Ginoles im Südwesten und Nébias im Westen.

## Geschichte
Quillan war im Mittelalter eine herausragende Stadt an der Straße zwischen Carcassonne und Perpignan. Über den Fluss Aude wurden Holz und andere lokale Produkte nach Carcassonne und dem Canal du Midi verbracht.
Die bisherige Gemeinde wurde mit Wirkung vom 1. Januar 2016 mit Brenac zur Commune nouvelle Quillan zusammengelegt.

## Bevölkerungsentwicklung
| Gemeinde                   | Einwohnerzahlen (Census) |      |      |      |      |      |      |      |      |      |      |      |
| Gemeinde                   | 1962                     | 1968 | 1975 | 1982 | 1990 | 1999 | 2006 | 2008 | 2011 | 2013 | 2016 | 2019 |
| -------------------------- | ------------------------ | ---- | ---- | ---- | ---- | ---- | ---- | ---- | ---- | ---- | ---- | ---- |
| Brenac                     | 213                      | 205  | 200  | 204  | 213  | 203  | 199  | 194  | 207  | 214  | 221  | n.a. |
| Quillan                    | 4424                     | 4847 | 4968 | 4459 | 3818 | 2442 | 3445 | 3405 | 3249 | 3220 | 3067 | n.a. |
| Quillan                    | 4637                     | 5052 | 5168 | 4663 | 4031 | 2645 | 3644 | 3599 | 3456 | 3434 | 3288 | 3212 |
| Quellen: Cassini und INSEE |                          |      |      |      |      |      |      |      |      |      |      |      |

Die (Gesamt-)Einwohnerzahlen der Gemeinde Quillan wurden durch Addition der bis Ende 2015 selbständigen Gemeinden ermittelt.

## Persönlichkeiten
- Jean Jacques Boudet (1837–1915), Priester und Schriftsteller